# GLI3
GLI3 با نامِ کامل پروتئین GLI3 انگشت روی (انگلیسی: Zinc finger protein GLI3) یک پروتئین است که در انسان توسط ژن «GLI3» کُدگذاری می‌شود.

## نقش و اهمیت بالینی
این پروتئین در رویان‌زایی، شکل‌گیری انگشت پا، و همچنین در شکل‌گیری غضروف و اندازهٔ سوراخ‌های بینی انسان نقش دارد. جهش در ژن «GLI3» در موش‌ها، سبب ناهنجاری‌هایی در دستگاه عصبی مرکزی، شـُش و همچنین پُـرانگشتی می‌شود. در انسان نیز جهش در این ژن سبب بروز ناهنجاری‌های مختلفی از جمله «سندرم کِـرِگ سفالوپلی‌سینداکتیلی» می‌گردد.